# Vòng tròn Valeriepieris

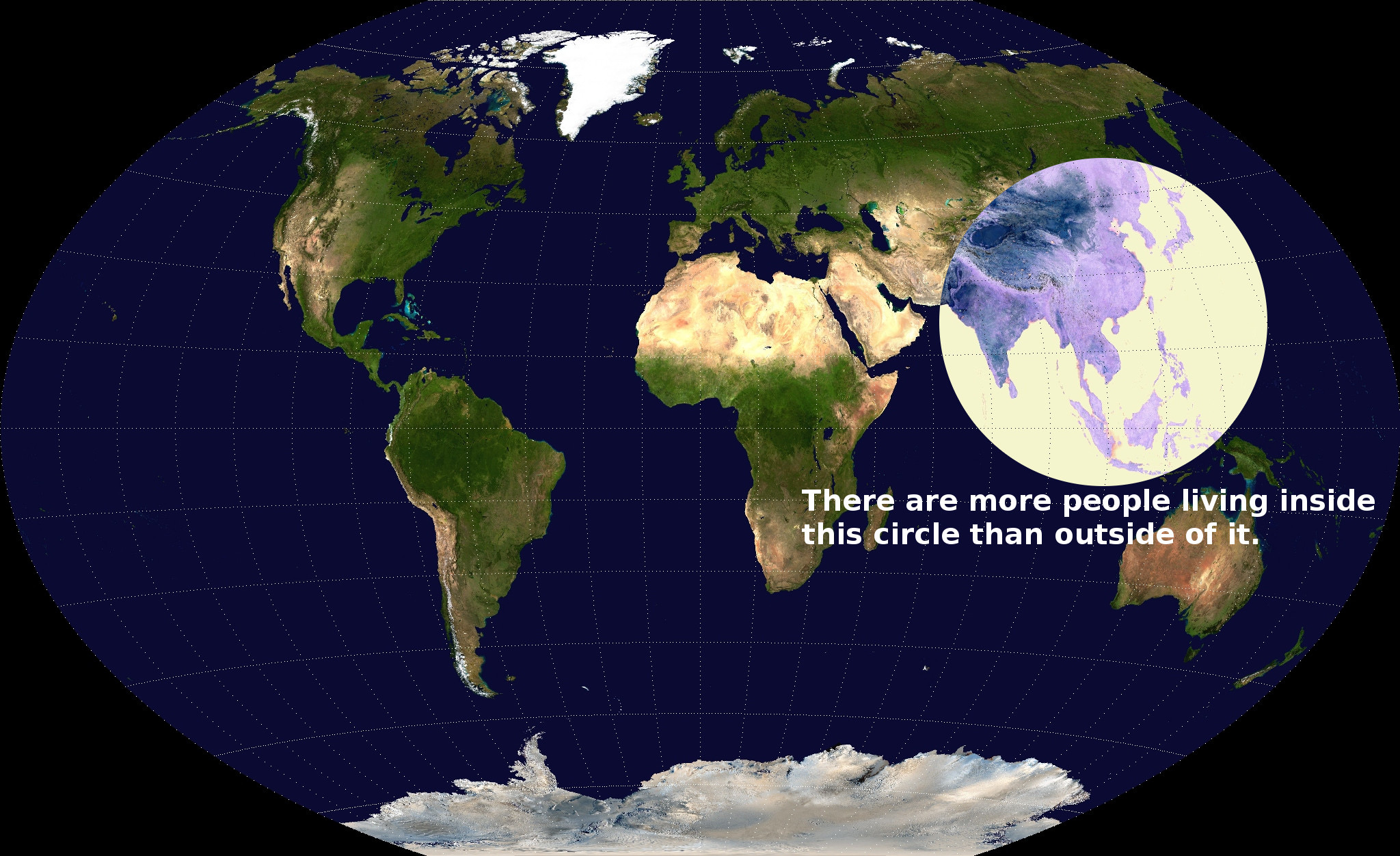
Vòng tròn Valeriepieris của Myers khi được đăng trên Reddit. Hình tròn được biểu thị với màu bị đảo ngược với dòng chữ "Có nhiều người sống trong vòng tròn này hơn ngoài nó"

Vòng tròn Valeriepieris là một vùng hình tròn trên bản đồ thế giới với bán kính 4000 km (khoảng 6,75% diện tích Trái Đất) và chứa hơn nửa dân số thế giới. Nó được đặt tên theo tên người dùng Reddit của Ken Myers, một giáo viên tiếng Anh người Texas đưa ra vòng tròn này vào năm 2013.

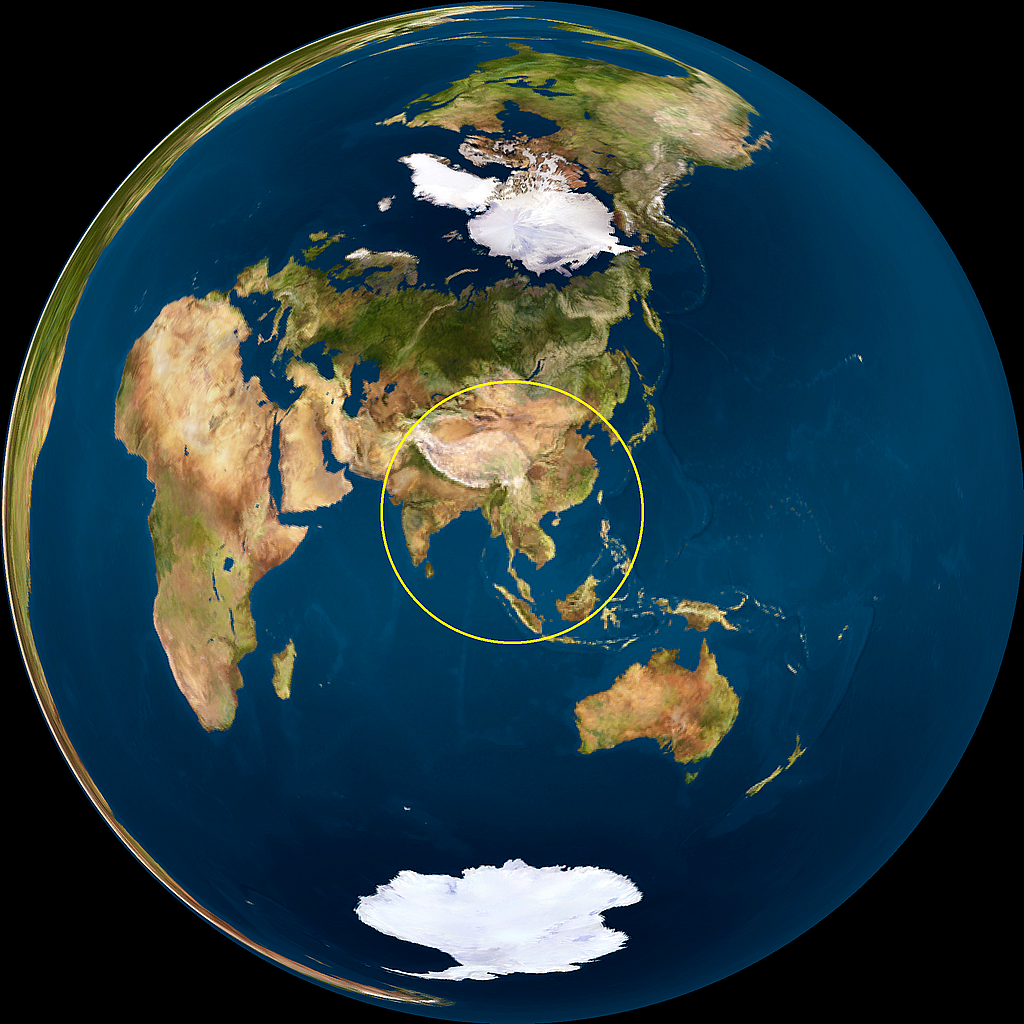
Vòng tròn Valeriepieris được sửa lại của Danny Quah.

Vào năm 2015, vòng tròn này được thử nghiệm và xác nhận bởi Danny Quah, nhưng ông đã di chuyển tâm để trừ đi đa phần lãnh thổ của Nhật Bản khỏi vùng, và sử dụng một quả địa cầu thay vì phép chiếu bản đồ kèm theo các phép tính cụ thể hơn. Tính đến năm 2015, một nửa dân số thế giới sống trong vòng bán kính dài 3300 km của thành phố Mong Khet.
Vào năm 2022, Riaz Shah, một giáo sư ở Trường Kinh doanh Quốc tế Hult đã thử nghiệm vòng tròn gốc. Sử dụng dữ liệu từ Dự báo Dân số của Liên Hợp Quốc, ông kết luận rằng 4,2 tỷ người sống trong vòng tròn Valeriepieris trong tổng số 8 tỷ người.